# Симеоне, Диего
Дие́го Па́бло Симео́не Гонса́лес (исп. Diego Pablo Simeone González; род. 28 апреля 1970[…], Буэнос-Айрес) — аргентинский футболист и футбольный тренер. Выступал на позиции опорного полузащитника. Главный тренер испанского клуба «Атлетико Мадрид» с 2011 года.

## Игровая карьера

### Клубная карьера

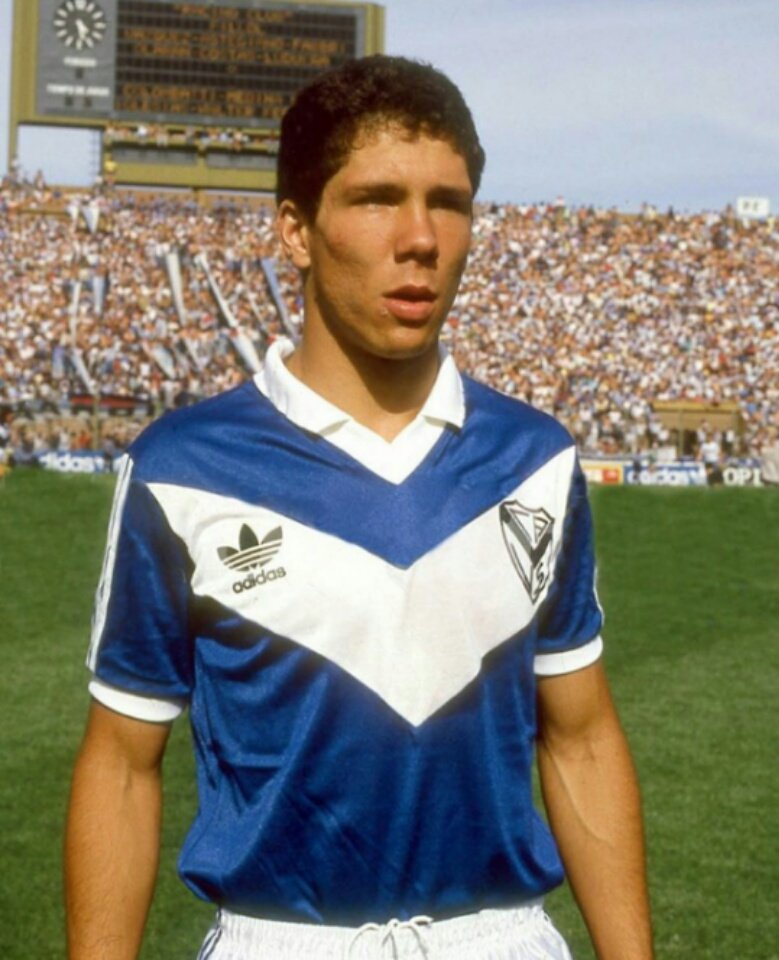
Диего Симеоне в составе «Велес Сарсфилд», 1987 год

На клубном уровне основные успехи Симеоне связаны с выступлениями за испанские и итальянские клубы. В составе мадридского «Атлетико» Симеоне выиграл чемпионат и кубок Испании в сезоне 1995/96 (при этом в чемпионате аргентинец, не отличавшийся высокой результативностью, забил рекордные для себя 12 мячей в 37 играх).
После трёх сезонов в «Атлетико» Симеоне в 1997 году перешёл в миланский «Интер», где провёл два сезона (победа в Кубке УЕФА 1997/98). В 1999 году аргентинец перешёл в «Лацио». В составе римского клуба в сезоне 1999/00 Симеоне сделал «золотой дубль», выиграв чемпионат и кубок (в чемпионате Симеоне сыграл 30 матчей, забив дважды).
В 2003 году Симеоне вернулся в мадридский «Атлетико», где провёл два сезона, а затем перешёл в аргентинский клуб впервые с 1990 года, проведя два сезона «Расинга». Там же в «Расинге» 36-летний Симеоне начал тренерскую карьеру в 2006 году.
Во время матча за Суперкубок Испании против «Реала», дал подзатыльник главному арбитру, за что был дисквалифицирован на 8 матчей.

### Карьера в сборной
Дебютировал в сборной в 1988 году в возрасте 18 лет.
В 1991 и 1993 годах выигрывал в составе сборной Кубок Америки, а в 1996 году завоевал серебряную награду Олимпийских игр в Атланте (Симеоне был одним из трёх игроков старше 23 лет в составе аргентинцев).
Симеоне был в составе сборной Аргентины на чемпионатах мира 1994, 1998 и 2002 годов. Именно после чемпионата мира 2002 года Симеоне завершил свою карьеру в сборной, проведя за неё рекордные на тот момент 106 матчей (11 голов). Однако в 2007 году показатель Симеоне по сыгранным за сборную Аргентины матчам превысили его бывшие партнёры по команде Роберто Айяла (в итоге сыграл 115 матчей) и Хавьер Дзанетти (145 матчей).
В матче 1/8 финала ЧМ-98 между сборными Аргентины и Англии (2:2) Диего Симеоне спровоцировал Дэвида Бекхэма и в ответ получил удар. За это нарушение Бекхэм получил красную карточку и был удалён, а Симеоне за устроенную провокацию отделался жёлтой карточкой.

## Тренерская карьера
15 апреля 2009 года Симеоне был назначен главным тренером клуба «Сан-Лоренсо». 4 апреля 2010 года, после 7 поражений в последних 12 играх Симеоне подал в отставку.
19 января 2011 года назначен главным тренером итальянского клуба «Катания». Контракт был подписан до 30 июня 2012 года. 1 июня 2011 года Симеоне покинул пост.
17 июня 2011 года Симеоне возглавил аргентинский клуб «Расинг» (Авельянеда). С командой Симеоне выиграл серебряные медали чемпионата Аргентины. 20 декабря 2011 года он подал в отставку со своего поста.

### «Атлетико Мадрид»
23 декабря 2011 года назначен на пост главного тренера испанского клуба «Атлетико Мадрид» вместо уволенного днём ранее Грегорио Мансано. В первый же сезон Симеоне сумел выиграть с командой Лигу Европы, одолев в финале со счётом 3:0 другой испанский клуб «Атлетик Бильбао».
17 мая 2013 года «Атлетико» под руководством Симеоне победил в финале Кубка Короля Испании мадридский «Реал» со счётом 2:1. До этого «Атлетико» не мог обыграть «Реал» 14 лет, а ровно через год клуб, сыграв вничью с «Барселоной», в 10-й раз выиграл чемпионат Испании. В том же году «Атлетико» во второй раз в истории вышел в финал Лиги чемпионов, где проиграл «Реалу».
30 декабря 2020 года Симеоне провел свой пятисотый матч как тренер «Атлетико Мадрид» против «Хетафе» (1:0).

## Достижения

### В качестве игрока
«Атлетико Мадрид»
- Чемпион Испании: 1995/96
- Обладатель Кубка Испании: 1995/96
- Финалист Суперкубка Испании: 1996
- Финалист Кубка Интертото УЕФА: 2004

«Интернационале»
- Обладатель Кубка УЕФА: 1997/98

«Лацио»
- Чемпион Италии: 1999/00
- Обладатель Кубка Италии: 1999/00
- Обладатель Суперкубка Италии: 2000
- Обладатель Суперкубка УЕФА: 1999

Сборная Аргентины
- Обладатель Кубка Америки (2): 1991, 1993
- Обладатель Кубка короля Фахда: 1992
- Обладатель Кубка Артемио Франки: 1993
- Серебряный призёр Олимпийских игр: 1996

### В качестве тренера
«Эстудиантес»
- Чемпион Аргентины: Апертура 2006

«Ривер Плейт»
- Чемпион Аргентины: Клаусура 2008

«Атлетико Мадрид»
- Чемпион Испании (2): 2013/14, 2020/21
- Обладатель Кубка Испании: 2012/13
- Обладатель Суперкубка Испании: 2014
- Победитель Лиги Европы УЕФА (2): 2011/12, 2017/18
- Обладатель Суперкубка УЕФА (2): 2012, 2018
- Финалист Лиги чемпионов УЕФА (2): 2013/14, 2015/16

### Личные
- Обладатель трофея ЕФЕ: 1996
- Тренер года в Испании (4): 2013, 2014, 2016, 2021
- Тренер месяца Ла Лиги (5): октябрь 2013, ноябрь 2015, март 2017, октябрь 2023, декабрь 2024[17]
- Приз Мигеля Муньоса (3): 2014, 2016, 2021
- Специальная награда Globe Soccer Awards: 2017

## Игровая статистика в Европе
| Выступление      | Выступление      | Выступление      | Лига | Лига | Кубок | Кубок | Суперкубок | Суперкубок | Еврокубки | Еврокубки | Итого | Итого |
| Клуб             | Лига             | Сезон            | Игры | Голы | Игры  | Голы  | Игры       | Голы       | Игры      | Голы      | Игры  | Голы  |
| ---------------- | ---------------- | ---------------- | ---- | ---- | ----- | ----- | ---------- | ---------- | --------- | --------- | ----- | ----- |
| Пиза             | Серия A          | 1990/1991        | 31   | 4    | 1     | 0     | 0          | 0          | 0         | 0         | 32    | 4     |
| Пиза             | Серия B          | 1991/1992        | 24   | 2    | 4     | 0     | 0          | 0          | 0         | 0         | 28    | 2     |
| Пиза             | Итого            | Итого            | 55   | 6    | 5     | 0     | 0          | 0          | 0         | 0         | 60    | 6     |
| Севилья          | Примера          | 1992/1993        | 33   | 4    | 0     | 0     | 0          | 0          | 0         | 0         | 33    | 4     |
| Севилья          | Примера          | 1993/1994        | 31   | 8    | 2     | 1     | 0          | 0          | 0         | 0         | 33    | 9     |
| Севилья          | Итого            | Итого            | 64   | 12   | 2     | 1     | 0          | 0          | 0         | 0         | 66    | 13    |
| Атлетико Мадрид  | Примера          | 1994/1995        | 29   | 6    | 2     | 1     | 0          | 0          | 0         | 0         | 31    | 7     |
| Атлетико Мадрид  | Примера          | 1995/1996        | 37   | 12   | 3     | 0     | 0          | 0          | 0         | 0         | 40    | 12    |
| Атлетико Мадрид  | Примера          | 1996/1997        | 31   | 3    | 1     | 0     | 2          | 0          | 7         | 4         | 41    | 7     |
| Атлетико Мадрид  | Итого            | Итого            | 97   | 21   | 6     | 1     | 2          | 0          | 7         | 4         | 112   | 26    |
| Интернационале   | Серия A          | 1997/1998        | 30   | 6    | 2     | 0     | 0          | 0          | 9         | 1         | 41    | 7     |
| Интернационале   | Серия A          | 1998/1999        | 27   | 5    | 8     | 0     | 0          | 0          | 9         | 2         | 44    | 7     |
| Интернационале   | Итого            | Итого            | 57   | 11   | 10    | 0     | 0          | 0          | 18        | 3         | 85    | 14    |
| Лацио            | Серия A          | 1999/2000        | 28   | 5    | 7     | 2     | 0          | 0          | 12        | 0         | 47    | 7     |
| Лацио            | Серия A          | 2000/2001        | 30   | 2    | 2     | 0     | 1          | 0          | 8         | 1         | 41    | 3     |
| Лацио            | Серия A          | 2001/2002        | 8    | 1    | 0     | 0     | 0          | 0          | 5         | 0         | 13    | 1     |
| Лацио            | Серия A          | 2002/2003        | 24   | 7    | 4     | 0     | 0          | 0          | 7         | 0         | 35    | 7     |
| Лацио            | Итого            | Итого            | 90   | 15   | 13    | 2     | 1          | 0          | 32        | 1         | 136   | 18    |
| Атлетико Мадрид  | Примера          | 2003/2004        | 28   | 2    | 0     | 0     | 0          | 0          | 0         | 0         | 28    | 2     |
| Атлетико Мадрид  | Примера          | 2004/2005        | 8    | 0    | 1     | 0     | 0          | 0          | 6         | 1         | 15    | 1     |
| Атлетико Мадрид  | Итого            | Итого            | 36   | 2    | 1     | 0     | 0          | 0          | 6         | 1         | 43    | 3     |
| Всего за карьеру | Всего за карьеру | Всего за карьеру | 399  | 67   | 37    | 4     | 3          | 0          | 63        | 9         | 502   | 80    |

## Тренерская статистика
| Команда             | Начало работы   | Окончание работы | Результаты | Результаты | Результаты | Результаты | Результаты |
| Команда             | Начало работы   | Окончание работы | И          | В          | Н          | П          | % побед    |
| ------------------- | --------------- | ---------------- | ---------- | ---------- | ---------- | ---------- | ---------- |
| Расинг (Авельянеда) | 20 февраля 2006 | 17 мая 2006      | 14         | 5          | 3          | 6          | 035,71     |
| Эстудиантес         | 18 мая 2006     | 31 декабря 2007  | 61         | 34         | 15         | 12         | 055,74     |
| Ривер Плейт         | 1 января 2008   | 8 ноября 2008    | 45         | 20         | 13         | 12         | 044,44     |
| Сан-Лоренсо         | 20 апреля 2009  | 3 апреля 2010    | 47         | 21         | 9          | 17         | 044,68     |
| Катания             | 19 января 2011  | 30 июня 2011     | 18         | 7          | 3          | 8          | 038,89     |
| Расинг (Авельянеда) | 1 июля 2011     | 22 декабря 2011  | 20         | 8          | 10         | 2          | 040,00     |
| Атлетико Мадрид     | 23 декабря 2011 | н.в.             | 736        | 437        | 159        | 140        | 059,38     |
| Всего               | Всего           | Всего            | 940        | 531        | 212        | 197        | 056,49     |

## Семья
Сыновья — футболисты Джованни Симеоне (род. 1995), Джанлука Симеоне (род. 1998), Джулиано Симеоне (род. 2002).